# Pascuala Campos de Michelena
Pascuala Campos de Michelena (Sabiote, província de Jaén, 1938) és una arquitecta, i professora, radicada a Pontevedra.

## Trajectòria
En 1966, va començar els seus estudis a l'Escola Tècnica Superior d'Arquitectura de Barcelona, i els va continuar a Madrid. Va ser professora de l'Escola Tècnica Superior d'Arquitectura de La Corunya durant més de vint anys; aconseguint en 1995 ser la primera catedràtica de "Projectes Arquitectònics", de la Universitat espanyola amb el treball sobre Espazo i Xénero. Va dur a terme la major part de la seva labor professional a Galícia. Com a col·laboradora no permanent, ajuda a la "Consultora Galega S.L."
Sensibilitzada amb el "Moviment feminista", participa en fòrums sobre "Espai i Gènere". Entre 1993 a 1994 va codirigir el curs Urbanisme i Dona: Noves visions sobre l'espai públic i privat. Al VI Congrés Iberoamericà de Ciència, Tecnologia i Gènere, a Saragossa, en 2006, va participar en la Taula Rodona sobre "Experiències i genealogies per a les científiques d'avui".

## Algunes obres[5]
- 1968: casa per al rector de  Marín
- D'1971 a 1973: habitatges per gitanos en Campañó, Pontevedra, en col·laboració amb l'arquitecte César Portela
- 1975: Ajuntament de Pontecesures
- 1990: Escola de Formació Pesquera, Illa d'Arosa,  Pontevedra
- 1998: restauració de l'Església de Sabucedo (L'Estrada) i el seu entorn.[6] En col·laboració amb l'arquitecta Immaculada Garcés Navarro

### Ponències en Congressos
- 2006. VI Congrés Iberoamericà de Ciència, Tecnologia i Gènere, Saragossa:  Altres arquitectures, altres cossos . En Actes Llibre Final pp. 63-66.[7]
- 2010. I Congrés sobre Alzheimer i Arquitectura  "L'Arquitectura dels Records". Consells pràctics per a la construcció o ampliació d'un centre d'Alzheimer.[8]